# Patinage de vitesse aux Jeux olympiques de 1994
Navigation
Albertville 1992 Nagano 1998
Les épreuves de Patinage de vitesse aux Jeux olympiques de 1994.

## Podiums
| Épreuves            | Médaille d'or      | Médaille d'argent  | Médaille de bronze |
| ------------------- | ------------------ | ------------------ | ------------------ |
| 500m H 14 février   | Aleksandr Golubev  | Sergey Klevchenya  | Manabu Horii       |
| 1000m H 18 février  | Dan Jansen         | Igor Zhelezovski   | Sergey Klevchenya  |
| 1500m H 16 février  | Johann Olav Koss   | Rintje Ritsma      | Falko Zandstra     |
| 5000m H 13 février  | Johann Olav Koss   | Kjell Storelid     | Rintje Ritsma      |
| 10000m H 20 février | Johann Olav Koss   | Kjell Storelid     | Bart Veldkamp      |
| 500m F 19 février   | Bonnie Blair       | Susan Auch         | Franziska Schenk   |
| 1000m F 23 février  | Bonnie Blair       | Anke Baier         | Qiaobo Ye          |
| 1500m F 21 février  | Emese Hunyady      | Svetlana Fedotkina | Gunda Niemann      |
| 3000m F 17 février  | Svetlana Bazhanova | Emese Hunyady      | Claudia Pechstein  |
| 5000m F 25 février  | Claudia Pechstein  | Gunda Niemann      | Hiromi Yamamoto    |

## Résultats
5000m H
| Place | Nation    | Athlète           | Temps         |
| ----- | --------- | ----------------- | ------------- |
| 1er   | Norvège   | Johann Olav Koss  | 6 min 34 s 96 |
| 2e    | Norvège   | Kjell Storelid    | 6 min 42 s 68 |
| 3e    | Pays-Bas  | Rintje Ritsma     | 6 min 43 s 94 |
| 4e    | Pays-Bas  | Falko Zandstra    | 6 min 44 s 58 |
| 5e    | Pays-Bas  | Bart Veldkamp     | 6 min 49 s 00 |
| 6e    | Japon     | Toshihiko Itokawa | 6 min 49 s 36 |
| 7e    | Pologne   | Jaromir Radke     | 6 min 50 s 40 |
| 8e    | Allemagne | Frank Dittrich    | 6 min 52 s 27 |

3000 m F
| Place | Nation     | Athlète             | Temps         |
| ----- | ---------- | ------------------- | ------------- |
| 1er   | Russie     | Svetlana Bazhanova  | 4 min 17 s 43 |
| 2e    | Autriche   | Emese Hunyady       | 4 min 18 s 14 |
| 3e    | Allemagne  | Claudia Pechstein   | 4 min 18 s 34 |
| 4e    | Kazakhstan | Lyudmila Prokasheva | 4 min 19 s 33 |
| 5e    | Pays-Bas   | Annamarie Thomas    | 4 min 19 s 82 |
| 6e    | Japon      | Seiko Hashimoto     | 4 min 21 s 07 |
| 7e    | Japon      | Hiromi Yamamoto     | 4 min 22 s 37 |
| 8e    | Roumanie   | Mihaela Dascalu     | 4 min 22 s 42 |

500 m H
| Place | Nation     | Athlète           | Temps   |
| ----- | ---------- | ----------------- | ------- |
| 1er   | Russie     | Aleksandr Golubev | 36 s 33 |
| 2e    | Russie     | Sergey Klevchenya | 36 s 39 |
| 3e    | Japon      | Manabu Horii      | 36 s 53 |
| 4e    | Chine      | Hongbo Liu        | 36 s 54 |
| 5e    | Japon      | Hiroyasu Shimizu  | 36 s 60 |
| 6e    | Japon      | Junichi Inoue     | 36 s 63 |
| 7e    | Norvège    | Grunde Njøs       | 36 s 66 |
| 8e    | États-Unis | Dan Jansen        | 36 s 68 |

500 m F
| Place | Nation       | Athlète              | Temps   |
| ----- | ------------ | -------------------- | ------- |
| 1er   | États-Unis   | Bonnie Blair         | 39 s 25 |
| 2e    | Canada       | Susan Auch           | 39 s 61 |
| 3e    | Allemagne    | Franziska Schenk     | 39 s 70 |
| 4e    | Chine        | Ruihong Xue          | 39 s 71 |
| 5e    | Corée du Sud | Sun-Hee Yoo          | 39 s 92 |
| 6e    | Allemagne    | Monique Garbrecht    | 39 s 95 |
| 7e    | Russie       | Svetlana Boyarkina   | 40 s 17 |
| 8e    | Norvège      | Edel Therese Høiseth | 40 s 20 |

1000 m H
| Place | Nation      | Athlète           | Temps         |
| ----- | ----------- | ----------------- | ------------- |
| 1er   | États-Unis  | Dan Jansen        | 1 min 12 s 43 |
| 2e    | Biélorussie | Igor Zhelezovski  | 1 min 12 s 72 |
| 3e    | Russie      | Sergey Klevchenya | 1 min 12 s 85 |
| 4e    | Chine       | Hongbo Liu        | 1 min 13 s 47 |
| 5e    | Canada      | Sylvain Bouchard  | 1 min 13 s 56 |
| 6e    | Canada      | Patrick Kelly     | 1 min 13 s 67 |
| 7e    | Norvège     | Roger Strøm       | 1 min 13 s 74 |
| 8e    | Japon       | Junichi Inoue     | 1 min 13 s 75 |

1000 m F
| Place | Nation     | Athlète           | Temps         |
| ----- | ---------- | ----------------- | ------------- |
| 1er   | États-Unis | Bonnie Blair      | 1 min 18 s 74 |
| 2e    | Allemagne  | Anke Baier        | 1 min 20 s 12 |
| 3e    | Chine      | Ye Qiaobo         | 1 min 20 s 22 |
| 4e    | Allemagne  | Franziska Schenk  | 1 min 20 s 25 |
| 5e    | Allemagne  | Monique Garbrecht | 1 min 20 s 32 |
| 6e    | Japon      | Shiho Kusunose    | 1 min 20 s 37 |
| 7e    | Autriche   | Emese Hunyady     | 1 min 20 s 42 |
| 8e    | Canada     | Susan Auch        | 1 min 20 s 72 |

1500 m H
| Place | Nation    | Athlète           | Temps         |
| ----- | --------- | ----------------- | ------------- |
| 1er   | Norvège   | Johann Olav Koss  | 1 min 51 s 29 |
| 2e    | Pays-Bas  | Rintje Ritsma     | 1 min 51 s 99 |
| 3e    | Pays-Bas  | Falko Zandstra    | 1 min 52 s 38 |
| 4e    | Norvège   | Ådne Søndrål      | 1 min 53 s 13 |
| 5e    | Russie    | Andrey Anufrienko | 1 min 53 s 16 |
| 6e    | Allemagne | Peter Adeberg     | 1 min 53 s 50 |
| 7e    | Canada    | Neal Marshall     | 1 min 53 s 56 |
| 8e    | Pays-Bas  | Martin Hersman    | 1 min 53 s 59 |

1500 m F
| Place | Nation     | Athlète            | Temps         |
| ----- | ---------- | ------------------ | ------------- |
| 1er   | Autriche   | Emese Hunyady      | 2 min 02 s 19 |
| 2e    | Russie     | Svetlana Fedotkina | 2 min 02 s 69 |
| 3e    | Allemagne  | Gunda Niemann      | 2 min 03 s 41 |
| 4e    | États-Unis | Bonnie Blair       | 2 min 03 s 44 |
| 5e    | Pays-Bas   | Annamarie Thomas   | 2 min 03 s 70 |
| 6e    | Russie     | Svetlana Bazhanova | 2 min 03 s 99 |
| 7e    | Russie     | Natalya Polozkova  | 2 min 04 s 00 |
| 8e    | Roumanie   | Mihaela Dascalu    | 2 min 04 s 02 |

10000m H
| Place | Nation    | Athlète          | Temps          |
| ----- | --------- | ---------------- | -------------- |
| 1er   | Norvège   | Johann Olav Koss | 13 min 30 s 55 |
| 2e    | Norvège   | Kjell Storelid   | 13 min 49 s 25 |
| 3e    | Pays-Bas  | Bart Veldkamp    | 13 min 56 s 73 |
| 4e    | Pays-Bas  | Falko Zandstra   | 13 min 58 s 25 |
| 5e    | Pologne   | Jaromir Radke    | 14 min 03 s 84 |
| 6e    | Allemagne | Frank Dittrich   | 14 min 04 s 33 |
| 7e    | Pays-Bas  | Rintje Ritsma    | 14 min 09 s 28 |
| 8e    | Suède     | Jonas Schön      | 14 min 10 s 15 |

5000 m F
| Place | Nation     | Athlète             | Temps         |
| ----- | ---------- | ------------------- | ------------- |
| 1er   | Allemagne  | Claudia Pechstein   | 7 min 14 s 37 |
| 2e    | Allemagne  | Gunda Niemann       | 7 min 14 s 88 |
| 3e    | Japon      | Hiromi Yamamoto     | 7 min 19 s 68 |
| 4e    | Italie     | Elena Belci         | 7 min 20 s 33 |
| 5e    | Russie     | Svetlana Bazhanova  | 7 min 22 s 68 |
| 6e    | Kazakhstan | Lyudmila Prokasheva | 7 min 28 s 68 |
| 7e    | Pays-Bas   | Carla Zijlstra      | 7 min 29 s 42 |
| 8e    | Japon      | Seiko Hashimoto     | 7 min 29 s 79 |

## Médailles
| Rang | Nation      | Médaille d'or | Médaille d'argent | Médaille de bronze | Total |
| ---- | ----------- | ------------- | ----------------- | ------------------ | ----- |
| 1er  | Norvège     | 3             | 2                 | 0                  | 5     |
| 2e   | États-Unis  | 3             | 0                 | 0                  | 3     |
| 3e   | Russie      | 2             | 2                 | 1                  | 5     |
| 4e   | Allemagne   | 1             | 2                 | 3                  | 6     |
| 5e   | Autriche    | 1             | 1                 | 0                  | 2     |
| 6e   | Pays-Bas    | 0             | 1                 | 3                  | 4     |
| 7e   | Biélorussie | 0             | 1                 | 0                  | 1     |
| 7e   | Canada      | 0             | 1                 | 0                  | 1     |
| 9e   | Japon       | 0             | 0                 | 2                  | 2     |
| 10e  | Chine       | 0             | 0                 | 1                  | 1     |